# Communauté de communes du Pays de Saint-Éloy
Pour les articles homonymes, voir Saint-Éloy.
Ne doit pas être confondu avec Communauté de communes du Pays de Saint-Éloy-les-Mines.
La communauté de communes du Pays de Saint-Éloy est une communauté de communes française, située dans le département du Puy-de-Dôme en région Auvergne-Rhône-Alpes.

## Historique
Le schéma départemental de coopération intercommunale (SDCI) du Puy-de-Dôme, dévoilé en octobre 2015, proposait la fusion des communautés de communes Cœur de Combrailles, du Pays de Saint-Éloy-les-Mines, de Pionsat, plus quatre communes de la communauté de communes du Pays de Menat situées à l'ouest de la Sioule et une commune rattachée à une communauté de communes de l'Allier. Il est confirmé en mars 2016.
La fusion est prononcée par l'arrêté préfectoral no 16-02964 du 19 décembre 2016, modifié par l'arrêté no 16-02981 du 22. Elle entraîne par ailleurs le retrait des communes de Menat, Neuf-Église, Servant et Teilhet de la communauté de communes du Pays de Menat, ainsi que Virlet, de la communauté de communes du Pays de Marcillat-en-Combraille. La structure intercommunale prend le nom provisoire de « Communauté de communes du Pays de Saint-Éloy ».

## Territoire communautaire

### Géographie
La communauté de communes du Pays de Saint-Éloy est située au nord-ouest du département du Puy-de-Dôme dans la région naturelle des Combrailles.

### Composition
La communauté de communes est composée des 34 communes suivantes :

| Nom                          | Code Insee | Gentilé         | Superficie (km2) | Population (dernière pop. légale) | Densité (hab./km2) |
| ---------------------------- | ---------- | --------------- | ---------------- | --------------------------------- | ------------------ |
| Saint-Éloy-les-Mines (siège) | 63338      | Éloysiens       | 22,11            | 3 484 (2022)                      | 158                |
| Ars-les-Favets               | 63011      | Arsois          | 14,6             | 221 (2022)                        | 15                 |
| Ayat-sur-Sioule              | 63025      | Ayatois         | 14,2             | 134 (2022)                        | 9,4                |
| Biollet                      | 63041      | Biolletois      | 23,46            | 317 (2022)                        | 14                 |
| Bussières                    | 63060      |                 | 13,84            | 107 (2022)                        | 7,7                |
| Buxières-sous-Montaigut      | 63062      |                 | 10,88            | 242 (2022)                        | 22                 |
| La Cellette                  | 63067      |                 | 10,99            | 167 (2022)                        | 15                 |
| Charensat                    | 63094      |                 | 46,68            | 474 (2022)                        | 10                 |
| Château-sur-Cher             | 63101      | Castelneuviens  | 11,87            | 67 (2022)                         | 5,6                |
| La Crouzille                 | 63130      | Crouzillots     | 18,6             | 259 (2022)                        | 14                 |
| Durmignat                    | 63140      | Durmignatois    | 12,36            | 214 (2022)                        | 17                 |
| Espinasse                    | 63152      | Espinassois     | 23,95            | 277 (2022)                        | 12                 |
| Gouttières                   | 63171      |                 | 25,63            | 310 (2022)                        | 12                 |
| Lapeyrouse                   | 63187      |                 | 36,14            | 515 (2022)                        | 14                 |
| Menat                        | 63223      | Menatois        | 20,31            | 543 (2022)                        | 27                 |
| Montaigut-en-Combraille      | 63233      | Montacutains    | 8,18             | 977 (2022)                        | 119                |
| Moureuille                   | 63243      | Moureuillois    | 16,83            | 376 (2022)                        | 22                 |
| Neuf-Église                  | 63251      |                 | 14,94            | 320 (2022)                        | 21                 |
| Pionsat                      | 63281      | Pionsatois      | 24,68            | 1 042 (2022)                      | 42                 |
| Le Quartier                  | 63293      | Quartiérauds    | 23,37            | 216 (2022)                        | 9,2                |
| Roche-d'Agoux                | 63304      |                 | 5,56             | 114 (2022)                        | 21                 |
| Saint-Gervais-d'Auvergne     | 63354      | Gervaisiens     | 47,35            | 1 226 (2022)                      | 26                 |
| Saint-Hilaire                | 63360      |                 | 17,63            | 146 (2022)                        | 8,3                |
| Saint-Julien-la-Geneste      | 63369      | Genestois       | 11,97            | 120 (2022)                        | 10                 |
| Saint-Maigner                | 63373      | Saint-Maignats  | 18,97            | 171 (2022)                        | 9                  |
| Saint-Maurice-près-Pionsat   | 63377      | Saint-Mauriçois | 30,88            | 363 (2022)                        | 12                 |
| Saint-Priest-des-Champs      | 63388      | Saint-Priestois | 45,09            | 726 (2022)                        | 16                 |
| Sainte-Christine             | 63329      |                 | 12,78            | 124 (2022)                        | 9,7                |
| Sauret-Besserve              | 63408      |                 | 10,33            | 165 (2022)                        | 16                 |
| Servant                      | 63419      | Servantais      | 26,56            | 559 (2022)                        | 21                 |
| Teilhet                      | 63428      |                 | 18,81            | 283 (2022)                        | 15                 |
| Vergheas                     | 63447      |                 | 7,45             | 66 (2022)                         | 8,9                |
| Virlet                       | 63462      | Virletois       | 17,37            | 268 (2022)                        | 15                 |
| Youx                         | 63471      | Vagurods        | 19,13            | 871 (2022)                        | 46                 |

### Démographie
| 1968   | 1975   | 1982   | 1990   | 1999   | 2010   | 2015   | 2021   |
| ------ | ------ | ------ | ------ | ------ | ------ | ------ | ------ |
| 25 493 | 22 248 | 20 306 | 17 976 | 16 669 | 16 216 | 16 109 | 15 492 |

## Administration

### Siège
Le siège de la communauté de communes est situé à Saint-Éloy-les-Mines.

### Les élus
La communauté de communes est gérée par un conseil communautaire composé de 53 conseillers représentant chacune des communes membres.
Leur répartition a été fixée par l'arrêté préfectoral no 19-01838 du 9 octobre 2019 :
| Nombre de conseillers | Communes                      |
| --------------------- | ----------------------------- |
| 11                    | Saint-Éloy-les-Mines          |
| 4                     | Saint-Gervais-d'Auvergne      |
| 3                     | Montaigut, Pionsat            |
| 2                     | Saint-Priest-des-Champs, Youx |
| 1 (+ 1 suppléant)     | les 28 autres communes        |

### Présidence
À la suite des élections municipales de 2020, un nouveau bureau communautaire est élu. Il est présidé par Laurent Dumas, maire de Saint-Maigner. Il est composé de huit vice-présidents, qui sont :
- 1er vice-président : Anthony Palermo, maire de Saint-Éloy-les-Mines, chargé du développement économique et numérique et de la transition écologique,
- 2e vice-président : Jérôme Gaumet, maire de Pionsat, chargé du Projet de Territoire, de l'accueil de nouvelles populations, de l'habitat et des gens du voyage,
- 3e vice-président : Bernard Favier, maire de Saint-Priest-des-Champs, chargé de l'action sociale relevant du CIAS, de l'insertion et de l'enfance-jeunesse,
- 4e vice-présidente : Karine Bournat Gonzalez, maire de Neuf-Église, chargée des finances, du budget, de la comptabilité et des ressources humaines,
- 5e vice-président : Sylvain Durin, maire de Servant, chargé du tourisme, des affaires culturelles et interlocuteur secours et sécurité,
- 6e vice-présidente : Jacqueline Duboisset, adjointe au maire de Saint-Éloy-les-Mines, chargée de l'offre de soins, des maisons France Services, du soutien aux communes et de la mobilité/accessibilité,
- 7e vice-président : Jacques Thomas, maire de Sainte-Christine, chargé des bâtiments et infrastructures, de l'entretien et conservation du patrimoine et des travaux,
- 8e vice-présidente : Sabine Michel, maire de Lapeyrouse, chargée de l'eau/GEMAPI, de l'environnement, des ordures ménagères et de l'agriculture/forêt,

et de dix autres conseillers communautaires.
| Période        | Période                    | Identité        | Étiquette | Qualité                                                                                      |
| -------------- | -------------------------- | --------------- | --------- | -------------------------------------------------------------------------------------------- |
| 9 janvier 2017 | septembre 2018 (démission) | François Brunet | PS        | Maire de Saint-Maurice-près-Pionsat Ancien président de la communauté de communes de Pionsat |
| octobre 2018   | juillet 2020               | Henri Dubreuil  |           | Fonctionnaire retraité Adjoint au maire de Saint-Gervais-d'Auvergne                          |
| juillet 2020   | En cours                   | Laurent Dumas   | PS        | maire de Saint-Maigner (2008 → )                                                             |

### Compétences
L'intercommunalité exerce des compétences qui lui sont déléguées par les communes membres. Parmi celles-ci, cinq sont obligatoires, quatre sont optionnelles et six sont facultatives :
Compétences obligatoires
- Actions de développement économique
- Aménagement de l'espace pour la conduite d'actions d'intérêt communautaire
- Aménagement, entretien et gestion des aires d'accueil des gens du voyage
- Collecte et traitement des déchets ménagers et assimilés
- Gestion des milieux aquatiques et prévention des inondations

Compétences optionnelles
- Protection et mise en valeur de l'environnement
- Politique du logement et du cadre de vie
- Construction, entretien et fonctionnement d'équipements culturels et sportifs d'intérêt communautaire et d'équipements de l'enseignement pré-élémentaire et élémentaire d'intérêt communautaire
- Action sociale d'intérêt communautaire

Compétences facultatives
- Développement touristique
- Programmation culturelle
- Coordination de la transition écologique
- Mobilité
- Actions en faveur de la politique agricole et forestière
- Petite enfance, enfance et jeunesse

### Régime fiscal et budget
Le régime fiscal de la communauté d'agglomération est la fiscalité professionnelle unique (FPU).

## Projets et réalisations
Le Schéma de Cohérence Territoriale (SCOT) applicable (en 2020) a été approuvé le 10 septembre 2010.